# 堤焼

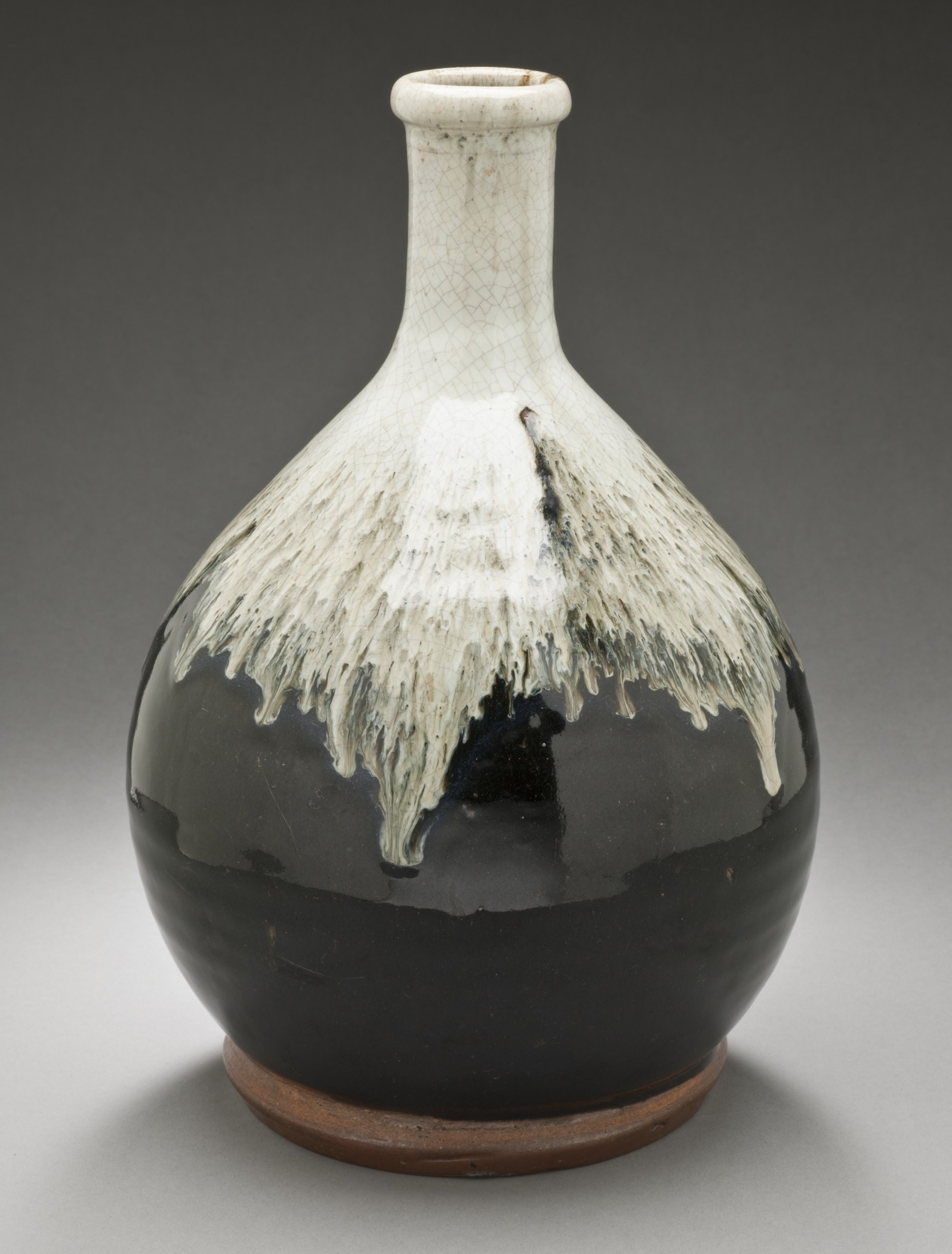
堤焼徳利 ロサンゼルス郡美術館所蔵

堤焼（つつみやき）は宮城県仙台市で焼かれる陶器。
江戸時代中期に仙台藩主、伊達綱村が江戸から今戸焼の陶工・上村万右衛門を招き、日用品を焼かせたのが始まり。万右衛門の没後一時衰退するが、宝永年間（1751年～1764年）に遠江国から来た菅原善右衛門が再興する。昭和初期には民芸運動の代表者、柳宗悦が「東北を代表する民窯」と誉め称えたが、今日では江戸末期から続く乾馬窯1つが堤焼の歴史を守り続けている。堤町（仙台市青葉区）一帯に窯場があったことから、堤焼という名がついた。
堤焼の特徴は、野趣溢れる釉薬にあり、特に黒と白のなまこ釉を同時に掛け流す流し掛けなまこ釉は堤焼独自の特色である。二重に流し掛けることによってふたつの釉薬が化学反応を起こし、表面に濃淡の斑が発色し、味わいのある斑紋、流紋が生じる。